# Evangelische Kirche (Grüningen)

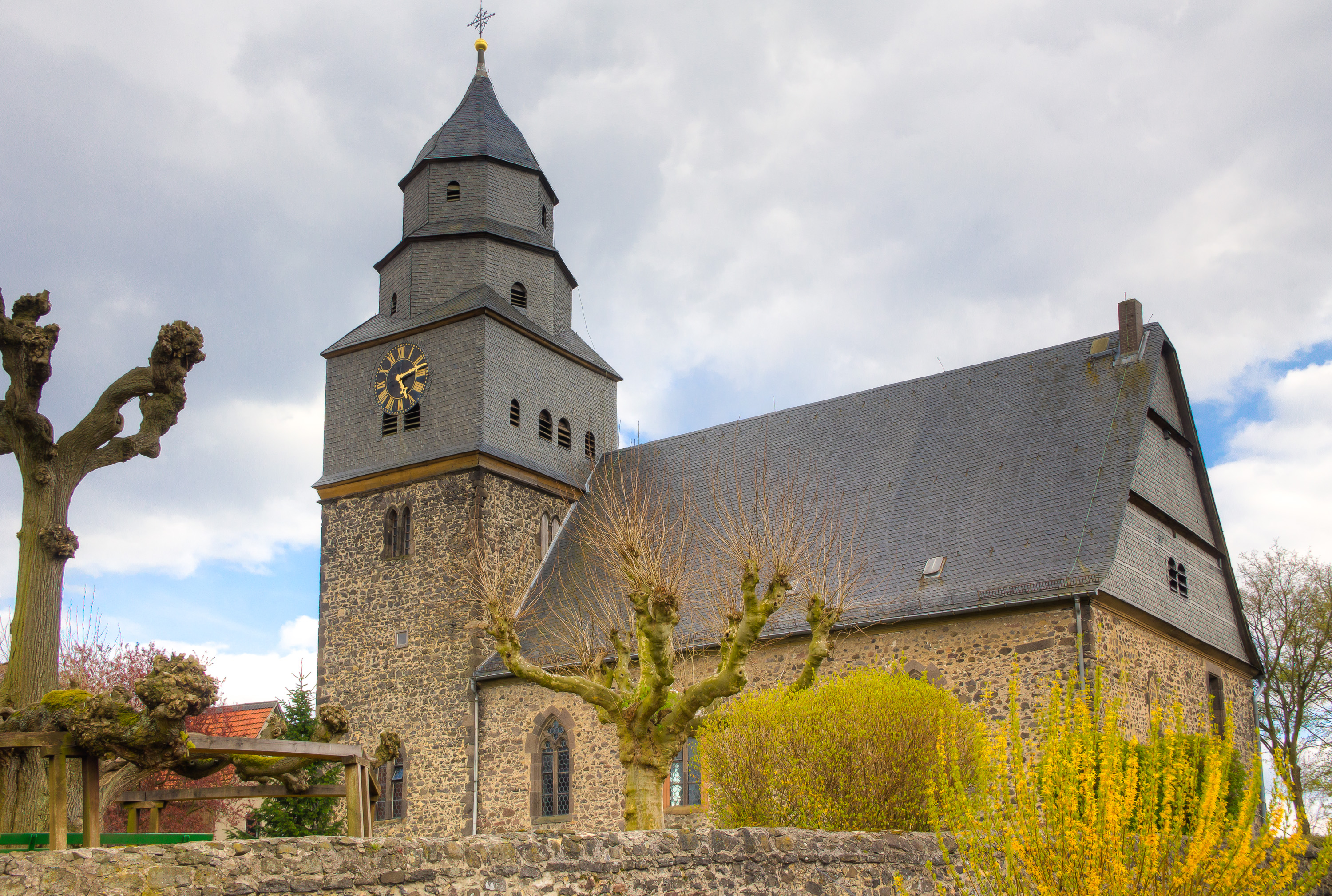
Blick von Nordwesten

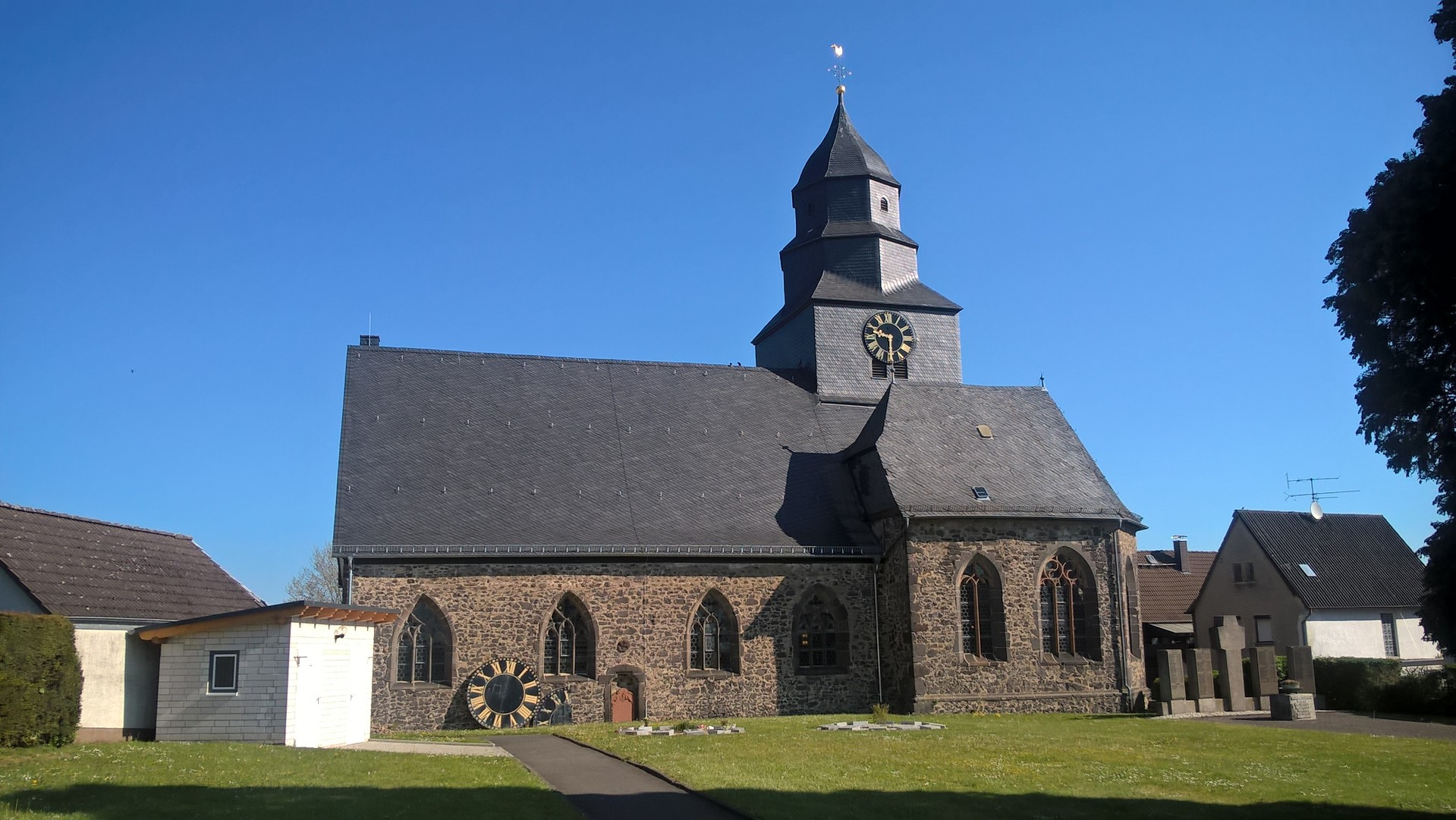
Südseite der Kirche

Die Evangelische Kirche in Grüningen, einem Stadtteil von Pohlheim im Landkreis Gießen (Hessen), geht in ihren ältesten Teilen auf das 12. Jahrhundert zurück. Sie umfasste ursprünglich ein romanisches Langhaus und einen östlichen Chorabschluss. Im 13. Jahrhundert wurde über dem Altarraum ein frühgotischer Chorturm errichtet. Seine heutige Gestalt erhielt das Gotteshaus zu Beginn des 16. Jahrhunderts durch eine südliche Erweiterung auf die doppelte Breite und nach einem Großbrand im 17. Jahrhundert. Ungewöhnlich ist die Anlage mit doppeltem Chor. Die hölzerne Ausstattung aus dem Barock ist vollständig erhalten. Die Kirche ist ein hessisches Kulturdenkmal. Die Kirchengemeinde gehört zum Dekanat Gießener Land in der Propstei Oberhessen der Evangelischen Kirche in Hessen und Nassau.

## Geschichte

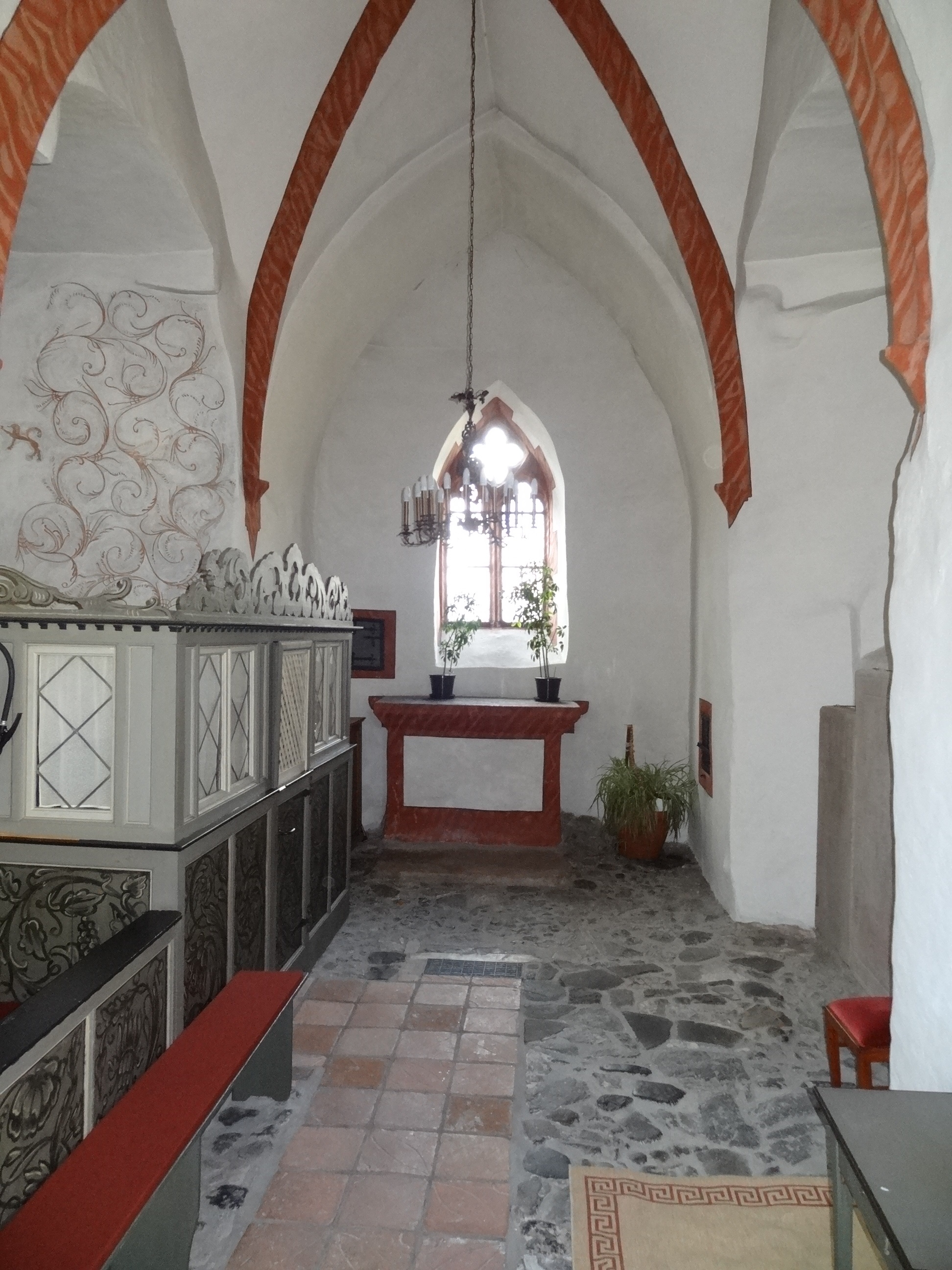
Romanischer Chor

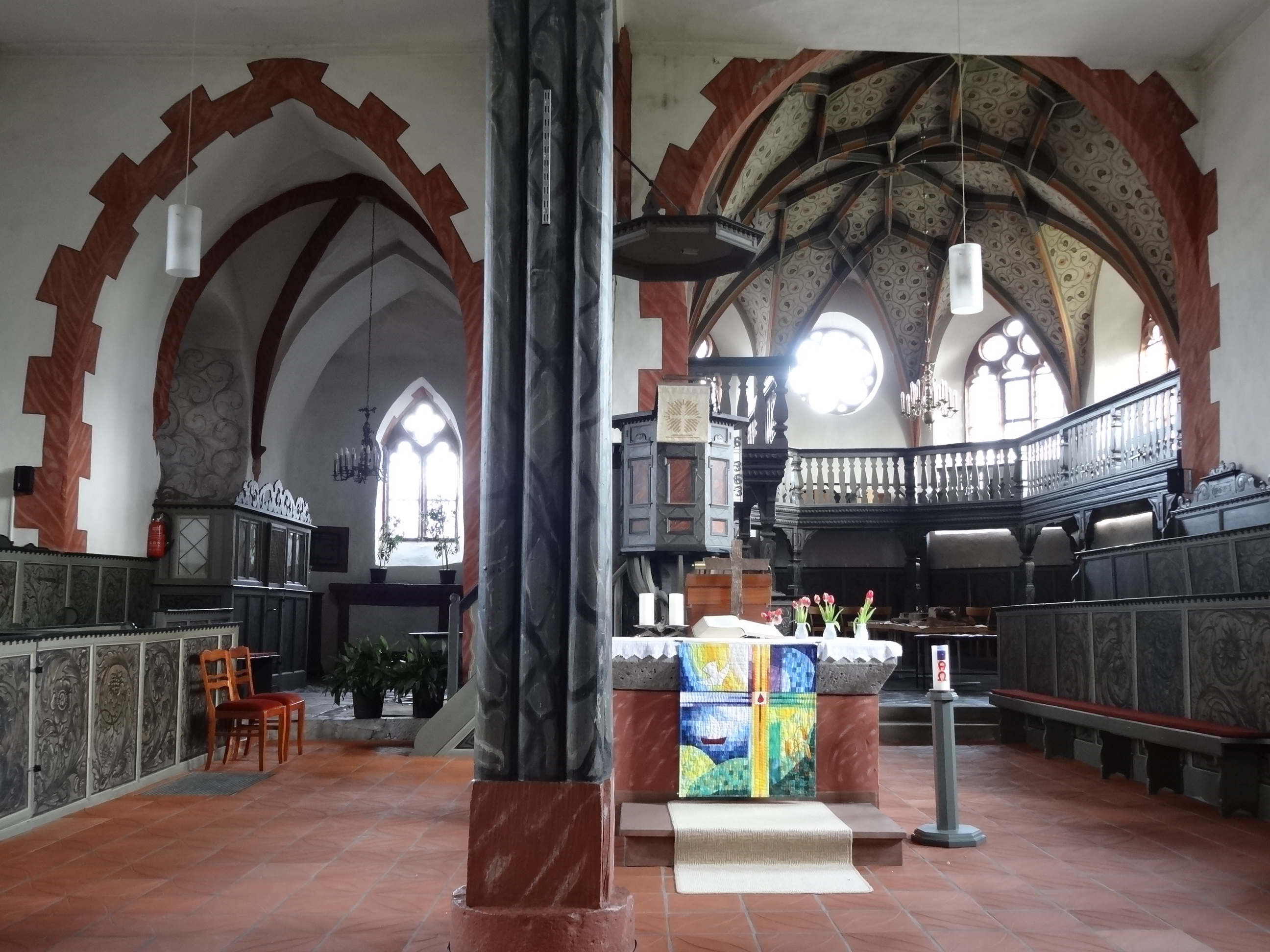
Doppelchörige Anlage seit 1520

Erstmals ist die Grüninger Kirche im Jahr 1151 als Mutterkirche (mater ecclesia) von Holzheim, Bergheim, Dorf-Güll, Hofgüll und Beringheim (Birnkheim) nachgewiesen. Ein Pleban mit Pfarrei ist für 1229 bezeugt. Das Patronat hatten zu dieser Zeit die Herren von Hagen-Arnsburg inne, später die von Münzenberg und seit 1255 die Herren von Falkenstein, bis es 1380 Kloster Arnsburg übertragen wurde. Im Jahr 1479 wird ein Patrozinium des heiligen Martin erwähnt. Kirchlich gehörte Grüningen, das im 14. oder 15. Jahrhundert Stadtrechte erhielt, zum Archidiakonat von St. Maria ad Gradus in Mainz.
Die ursprünglich langgestreckte einschiffige, turmlose Saalkirche mit Ostapsis stammt aus romanischer Zeit. Ein Chorturm wurde in der zweiten Hälfte des 13. Jahrhunderts in der Breite des ursprünglichen Schiffs über der Apsis ergänzt.
Zu Beginn des 16. Jahrhunderts wurde das kleine Kirchenschiff nach Süden um fast das Doppelte erweitert. Der Bau trug auf diese Weise dem Charakter einer Stadtkirche Rechnung. An der Turmwand auf dem Dachboden sind die Umrisse der alten Dachschräge vor der Kirchenerweiterung deutlich erkennbar. Auch die alte Südwand ist archäologisch nachgewiesen. Im Jahr 1520 wurde neben dem älteren Chorturm im Südosten der zweite, polygonale Chor („Paul-Hutten-Chor“) im Stil der Spätgotik vollendet, wie die Jahreszahl auf der Innenseite des Triumphbogens belegt. Eine Vergrößerung des nördlichen Chors war nicht möglich, da der runde Turmaufbau von den dicken Mauern der Turmhalle gestützt wurde.
In vorreformatorischer Zeit standen vier Altäre in der Kirche, deren Platten noch alle erhalten sind: ein Katharinenaltar, ein Liebfrauenaltar, ein Dreikönigsaltar und ein Heiligkreuzaltar. Letzterer wurde von Magister Johannes Giselher (Geißler) testamentarisch gestiftet, wie seine in der Kirche aufgestellte Grabplatte bezeugt: Anno d[omi]ni XVc septimo XXVII die me[n]sis nove[m]bris obyt honorabilis domin[u]s magist[e]r johan[n]es giseler fu[n]datur (= fundator) hui[u]s altaris cui[u]s a[n]i[m]a requiescat in pace ame[n] („Im Jahr des Herrn 1507, den 27. November, starb der ehrenwerte Herr Magister Johannes Giselher, der Stifter dieses Altars, dessen Seele in Frieden ruhen möge, amen“). Giselher war ein Vetter des Grüninger Paul Hutten, der 1509 zum Thüringer Weihbischof aufgestiegen war und im Jahr 1514 das Testament Giselhers vollstreckte und den Heiligkreuzaltar weihte.
Seit 1560 ist Kaspar Homberg als evangelischer Pfarrer in Grüningen nachgewiesen. Im Zuge der Reformation schloss sich die Kirchengemeinde 1566 der lutherischen Lehre an, wechselte aber 1583 unter Pfarrer Ernst Isheim zum reformierten Bekenntnis.
Nach einem Sturm im Jahr 1606 wurde das beschädigte Kirchendach repariert. Nachdem die Stadt im Dreißigjährigen Krieg am 30. September 1634 von spanischen Truppen bis auf vier Häuser niedergebrannt und 1646 nochmals eingenommen worden war, erfolgte der Wiederaufbau der Kirche durch die schwer betroffenen Einwohner in mehreren Bauabschnitten. Bei dem Großbrand waren das Kirchendach und teilweise die Inneneinrichtung verloren gegangen; nur die gemauerten Teile blieben erhalten. Offensichtlich wurde der südliche Chorraum mit seinem fragilen Netzgewölbe nicht zerstört. Dendrochronologisch ist nachgewiesen, dass der Chor in einer ersten Abbundeinheit bereits 1636 wieder überdacht wurde (Fälldatum: Winter 1635/1636). Bei der Renovierung im Jahr 1985 fand man in einer 30 bis 50 Zentimeter dicken Brandschicht über dem Chor ausgeglühte Schieferplatten. Da der Chor erhalten geblieben war, ist zu vermuten, dass zunächst dort die Gottesdienste weiter stattfinden konnten. Darauf weist auch der Umstand hin, dass die Chorempore von 1660 datiert, also neun Jahre vor den Holzsäulen im Kirchenschiff fertiggestellt wurde.
In einem zweiten Bauabschnitt wurde der Turmhelm etwa von 1650 bis 1656 erneuert. Aus den Resten der vier Glocken wurden 1651 drei neue gegossen, von denen zwei noch ihren Dienst versehen. Zur zweiten Abbundeinheit gehörte die dreigeschossige eichene Turmbekrönung aus dem Jahr 1656 (Fälldatum: Winter 1655/1656). Für die Erneuerung des Turms wurden in Frankfurt, Hanau, der Pfalz und der Schweiz Kollekten durchgeführt. Von 1660 bis 1680 erfolgten in einem dritten Bauabschnitt die Erneuerung des Chors und der Innenausbau. Ein Stein mit der Jahreszahl 1668 in der nördlichen Außenmauer weist auf den Wiederaufbau nach dem Dreißigjährigen Krieg hin. Eine dritte Abbundeinheit im Jahr 1668 umfasste die Holzkonstruktion des Schiffs und das Dachwerk, das 1669 aufgeschlagen wurde (Fälldatum: Sommer 1668). Die Innensäule vor dem Nordeingang trägt die Inschrift „ANNO 1669 DEN 21 APPRIL AVFFGERICHT HANS IACOB HVBELER W. M.“ (= Werkmeister). Die flache Holzdecke mit Stuckmedaillons von Hans Jacob Hubler (Hobler) datiert von 1669. Die barocke Innenausstattung, wie die Emporen, die Kanzel und das Gestühl („der Männerbühne und der Weiberstül“) wurden bis 1680 fertiggestellt. Den Abschluss der umfangreichen Maßnahmen bildeten Arbeiten am Turmchor und im Außenbereich. Im Jahr 1716 wurde eine neue Männerbühne eingebaut. Die dritte Glocke wurde im Jahr 1737 umgegossen, nachdem sie zersprungen war.
Eine Orgel wurde erstmals im Jahr 1696 erwähnt. Im 18. Jahrhundert wurden mehrere Reparaturen an dem Instrument durchgeführt, 1713 und 1728 von einem Orgelbauer Wagner aus Allendorf und 1799 von Johann Andreas Heinemann.
Zu Beginn des 19. Jahrhunderts ging das Patronat an das Haus Solms über, als Grüningen dem Großherzogtum Hessen-Darmstadt zugeschlagen wurde. 1834 wurde der Innenraum der Kirche neu gestrichen. Da sich das Gewölbe des gotischen Chors gelöst hatte, wurden 1858 die Seitenwände und deren Fenster erneuert sowie die runden Ostfenster zugemauert. Im Jahr 1881 wurde die Orgelempore im Triumphbogen des Chorturms erweitert, um dort Platz für eine neue und größere Orgel mit allerdings „geistlosem Prospekt“ zu schaffen. Den Pfarrstuhl verlegte man aus dem südlichen Chor unter die Orgel und verschloss den nördlichen Triumphbogen mit einem hölzernen Verschlag. Die Kanzel zwischen den beiden Chören wurde vorgerückt, im südlichen Chor wurden die Brüstung unter der Empore und das hölzerne Gitterwerk beim Altar entfernt, das Kircheninnere erhielt einen neuen Anstrich. Im Jahr 1893 wurde eine Außenrenovierung durchgeführt, 1912 der Kirchturm repariert und 1913 das Innere renoviert.
Im Zuge der Innenrenovierung im Jahre 1912/1913 wurde die alte farbliche Fassung der hölzernen Inneneinrichtung in etwas dunkleren Tönen erneuert. Auch die alten Rankenmalereien im nördlichen Chorfenster wurden wiederhergestellt. Die Orgelbühne im nördlichen Chorbogen wurde entfernt, die Orgel auf die Westempore versetzt und auch die Holzwand im unteren Bereich des vollständig geschlossenen Chorbogens beseitigt, sodass der Blick auf den Turmchor wieder frei war. Im südlichen Chor wurden das zugemauerte Rosettenfenster wieder freigelegt und andere Fenster wieder mit Maßwerk versehen oder erneuert, worauf die unterschiedlichen Steinsorten hinweisen. Zudem erfolgte 1913 der Einbau einer Umluftheizung. Die Bemalung des spätgotischen Chors durch die Maler Velte aus Nieder-Ramstadt und Kienzle aus Lich-Eberstadt „ist neu erfunden“. Nach einem Sturm im Jahr 1928 stand das Kreuz auf der Turmspitze schief und erhielt daraufhin eine neue Helmstange. Kreuz und Wetterhahn wurden neu gestrichen, die Kupferbedeckung des Turmes wurde abgedichtet.

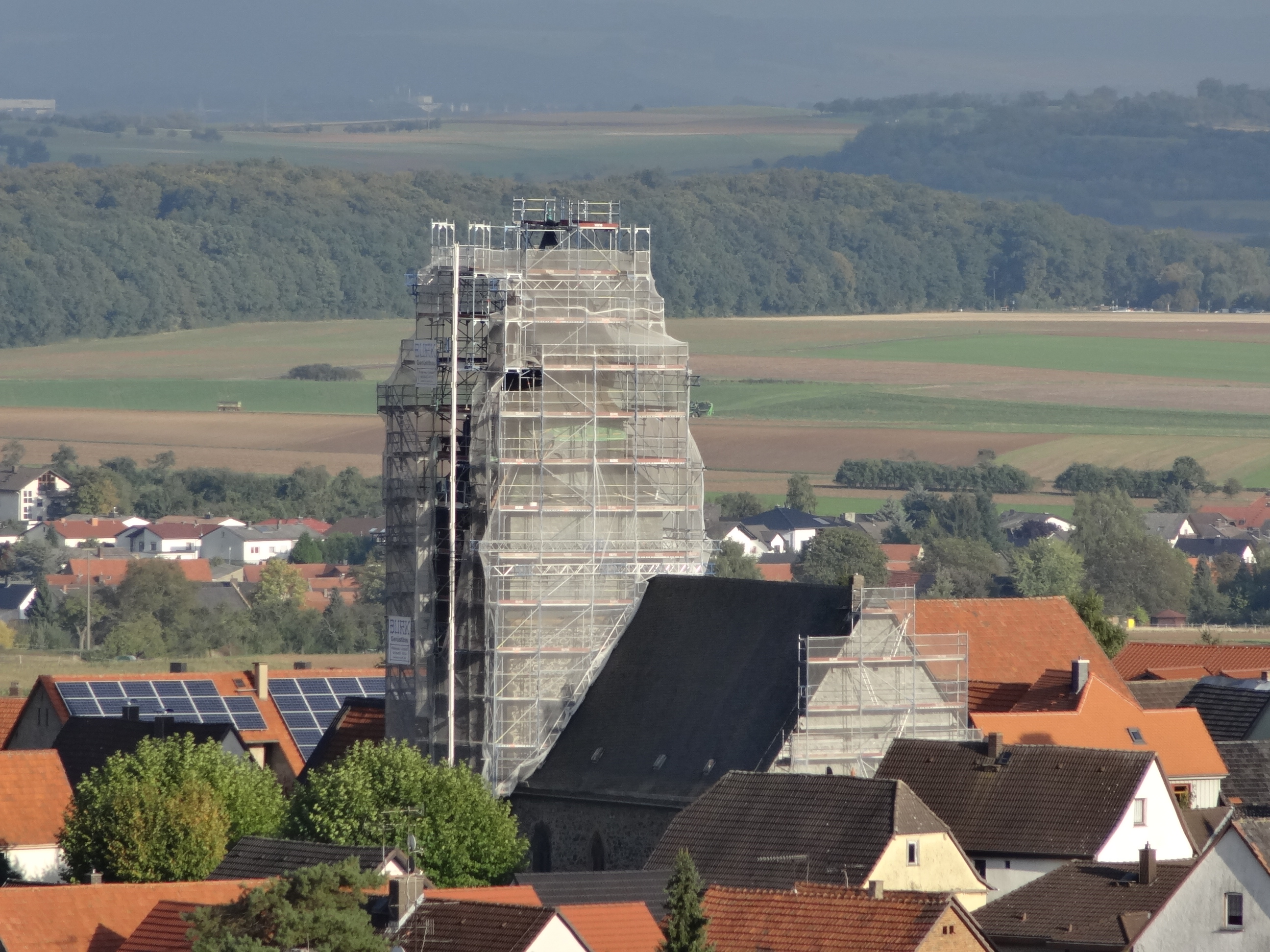
Kirchturmsanierung (2013)

Im Jahr 1963 wurden im Zuge der Verbreiterung der Ortsdurchfahrt die östliche Stützmauer bis an die östliche Chorwand zurückversetzt und beide Chöre unterfangen. Eine Warmluft-Ölheizung wurde 1966 eingebaut, 1967 und 1984/1985 der Kirchturm neu eingeschiefert, 1968 eine Drainage an der Süd- und Westseite angelegt. 1980/1981 wurden die Kirchenfenster instand gesetzt, 1982 beide Kirchentüren angefertigt, 1985/1986 folgte eine Renovierung des Innenraums. Da sich das Netzgewölbe im „Paul-Hutten-Chor“ gelöst hatte und herabzustürzen drohte, wurde es zur Sicherung mit einer Betonschicht überzogen. Die Gewölberippen wurden an 75 Stellen durchbohrt und durch Stahlanker in der Betonschicht befestigt. Im Jahr 1990 erneuerte man die Turmspitze, fertigte Kugel und Kreuz neu an und vergoldete den 15 Jahre alten Hahn aus Edelstahl. Von 2012 bis 2013 wurde das Kirchendach vollständig erneuert, da die Balkenenden und der obere Mauerabschluss durch Feuchtigkeit Schaden gelitten haben. Die Kirchengemeinde musste bis zu 200.000 Euro aufbringen, was einem Fünftel der Gesamtkosten entsprach. In einem dritten Bauabschnitt wurde 2017 der „Paul-Hutten-Chor“ saniert und neu eingedeckt. Die Kosten wurden mit 175.000 Euro veranschlagt. Den Abschluss der Arbeiten bildeten 2019/2020 die Sanierung der Friedhofsmauer und das Anlegen neuer Zuwege.

## Architektur

Grundriss: romanisches Langhaus (grün) mit Chor (blau), südliche Erweiterung um 1500 (lila), Südchor von 1520 (rot)

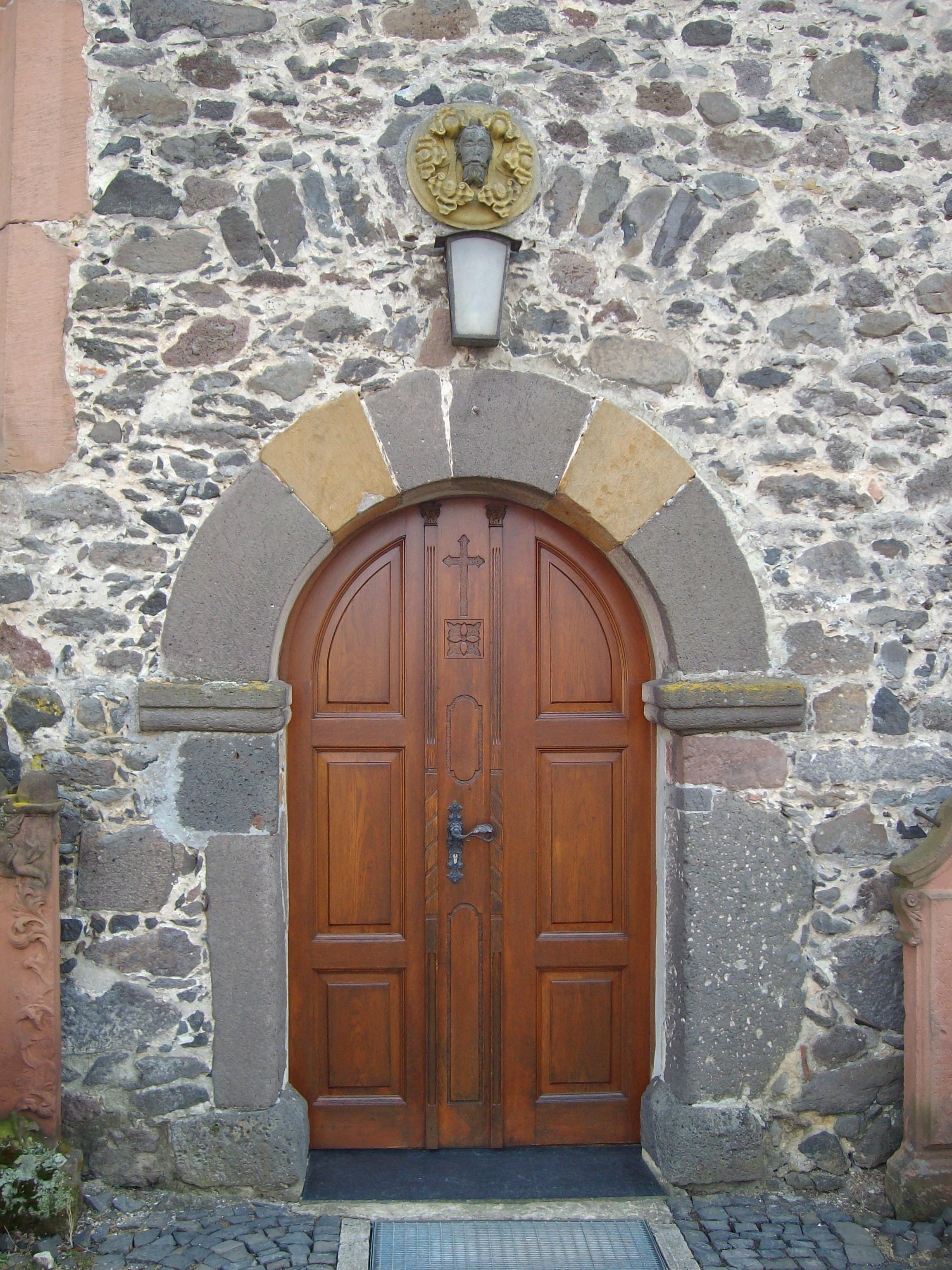
Romanisches Nordportal

Die geostete Kirche aus Bruchsteinmauerwerk liegt erhöht im Süden der einstigen Stadtbefestigung. Durch die Erweiterung der Kirche entstand eine ungewöhnliche Anlage mit doppeltem Chor. An der Westwand ist noch die alte Baunaht erkennbar. Die Eckquader bestehen aus Londorfer Basaltlava (Lungstein), das Maßwerk und die Gewände der Fenster und Portale aus Lungstein und rotem Sandstein. Von der romanischen Saalkirche sind noch die Nordwand mit dem im späten 12. Jahrhundert eingebauten rundbogigen Portal aus Lungstein, das möglicherweise von der Vorgängerkapelle übernommen wurde, der Altarraum mit der Apsis sowie die nördliche Westwand erhalten.
Das Schiff auf rechteckigem Grundriss weist eine lichte Breite von 11,5 Meter auf. Ein steiles Satteldach (52°) schließt das zweischiffige Gotteshaus ab, das im Westen einen verschieferten Fachwerkgiebel hat. Über dem leicht spitzbogigen Westportal befindet sich ein kleines zugemauertes, spitzbogiges Fenster aus der Zeit der Gotik. Im südlich erweiterten Teil der Westwand ist ein kleines rechteckiges Fenster angebracht. Über den Portalen an den Langseiten wurden 1912/13 zwei Schlusssteine mit Bauplastik angebracht, die 40 Zentimeter im Durchmesser aufweisen und aus der 1394 geweihten Allerheiligenkapelle stammen, die nördlich an das Langhaus der Basilika von Kloster Arnsburg angebaut war. Sie waren von Arnsburg verschleppt worden und befanden sich bis 1912 im Hof des Hauses Hauptstraße 77. Über dem Nordportal ist ein Schlussstein aus Lungstein mit einem bärtigen Kopf ins Mauerwerk eingelassen, der von einem Kranz aus sechs Rankenblättern umgeben ist. Über dem Südportal mit Schulterbogen ist das Lamm mit der Siegesfahne in rotbraunem Sandstein dargestellt. Die beiden Holztüren wurden 1981 angefertigt.
Der nördliche Turmchor hat einen Ostabschluss in Form eines halbrunden Segmentbogens als Altarnische und im Norden und Süden je ein gekuppeltes, spitzbogiges Fenster. Das Innere hat ein schlichtes, spätgotisches Kreuzrippengewölbe auf Spitzkonsolen. Der Schlussstein trägt das alte Grüninger Wappen mit der lateinischen Umschrift: „S(iglum) Opdi in Grouningen“ (Sigillum Oppidi = Siegel der Stadt). Die spätgotischen Maßwerk-Fenster aus dem 15. Jahrhundert sind in Form eines Vierpasses gestaltet und die Nischen mit Rankenwerk bemalt. Über dem massiv aufgemauerten Turmschaft erhebt sich der schiefergedeckte Turmhelm aus der Barockzeit. Er ist dreigeschossig und verjüngt sich nach oben. Das erste, kubusförmige Geschoss besteht aus verschiefertem Fachwerk und dient als Glockenstube. Die beiden kleineren, achteckigen Obergeschosse aus Fachwerk werden von einer geschwungenen Haube bekrönt. Im Inneren des dritten Geschosses weisen eine Zwischenwand mit Türöffnung sowie die acht Fenster darauf, dass sich hier ursprünglich zumindest gelegentlich ein Türmer aufhalten sollte. Den Abschluss bilden ein vergoldeter Turmknopf, ein Kreuz und ein vergoldeter Wetterhahn. Die Spitze erreicht eine Höhe von 30,27 Meter.
Der größere Südchor (Paul-Hutten-Chor) mit 3/8-Schluss (6,85 Meter lichte Breite) trägt ein prachtvoll bemaltes Sterngewölbe mit schmalen, gekehlten Rippen ohne Auflager. An der Ostseite flankieren spitzbogige Fenster mit Maßwerk aus rotem Sandstein, Fischblasen, Nasen und Kreisen eine Rosette. Wie beim Turmchor öffnet ein spitzbogiger Triumphbogen den Chor zum flachgedeckten Kirchenschiff. Das steile Satteldach (53°) schließt im Osten mit einem dreiteiligen Zeltdach, im Westen mit einem Schopfwalm über einem verschieferten Fachwerkgiebel.
Grabsteine aus rotem Sandstein aus dem 17. und 18. Jahrhundert sind außen an der Nordwand aufgestellt. Ein weiterer steht im zugemauerten Südportal. Die Kirche steht innerhalb eines mauerumschlossenen Kirchhofs mit einer alten Linde, deren Äste über ein sechseckiges Holzgerüst geleitet wurden, ähnlich wie bei der Schulhoflinde. Der Baum diente sowohl als Tanzlinde als auch als Gerichtslinde und ist seit 1903 als Naturdenkmal ausgewiesen (ND 04).

## Ausstattung

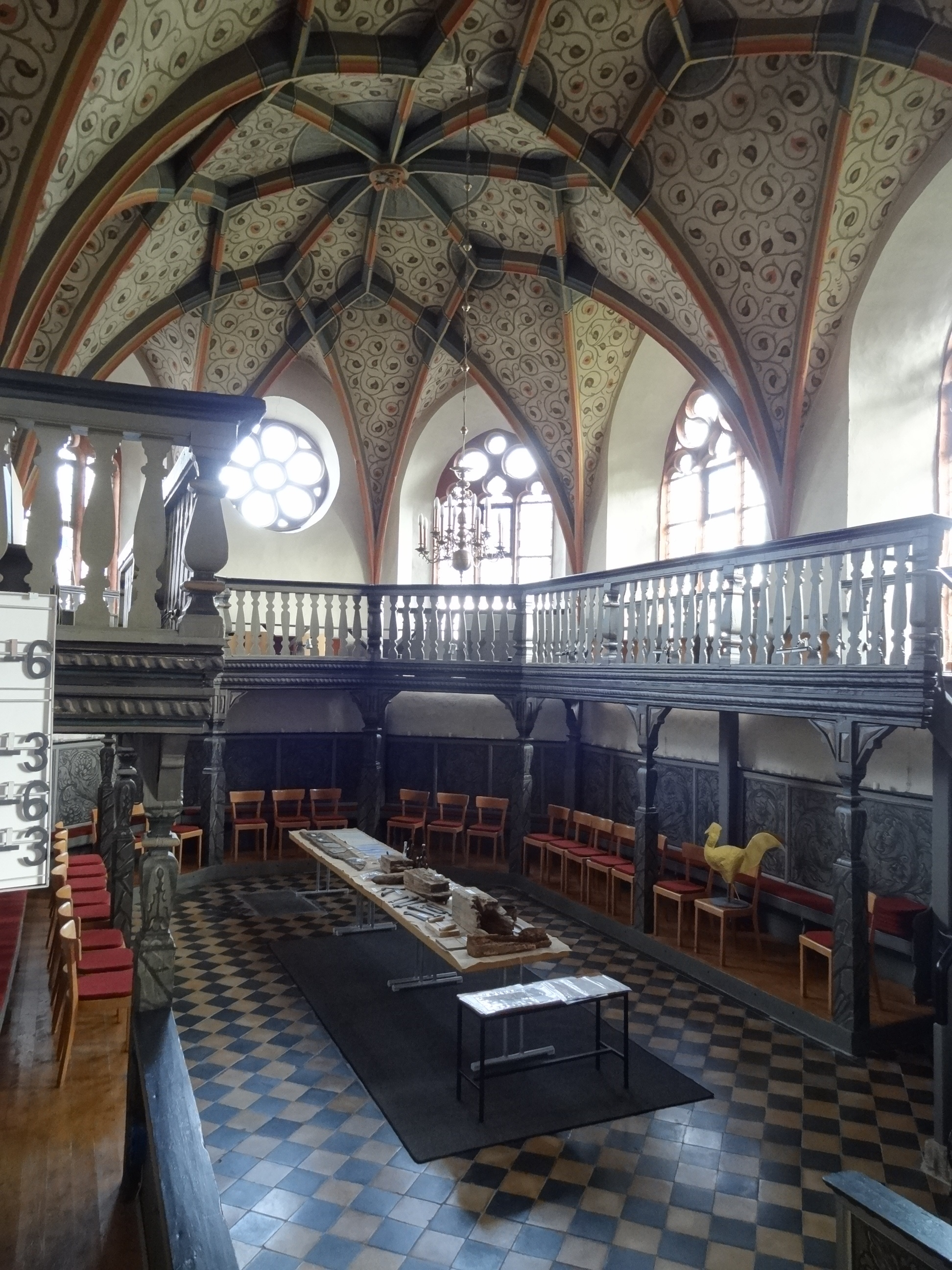
Südlicher Chor mit Netzgewölbe

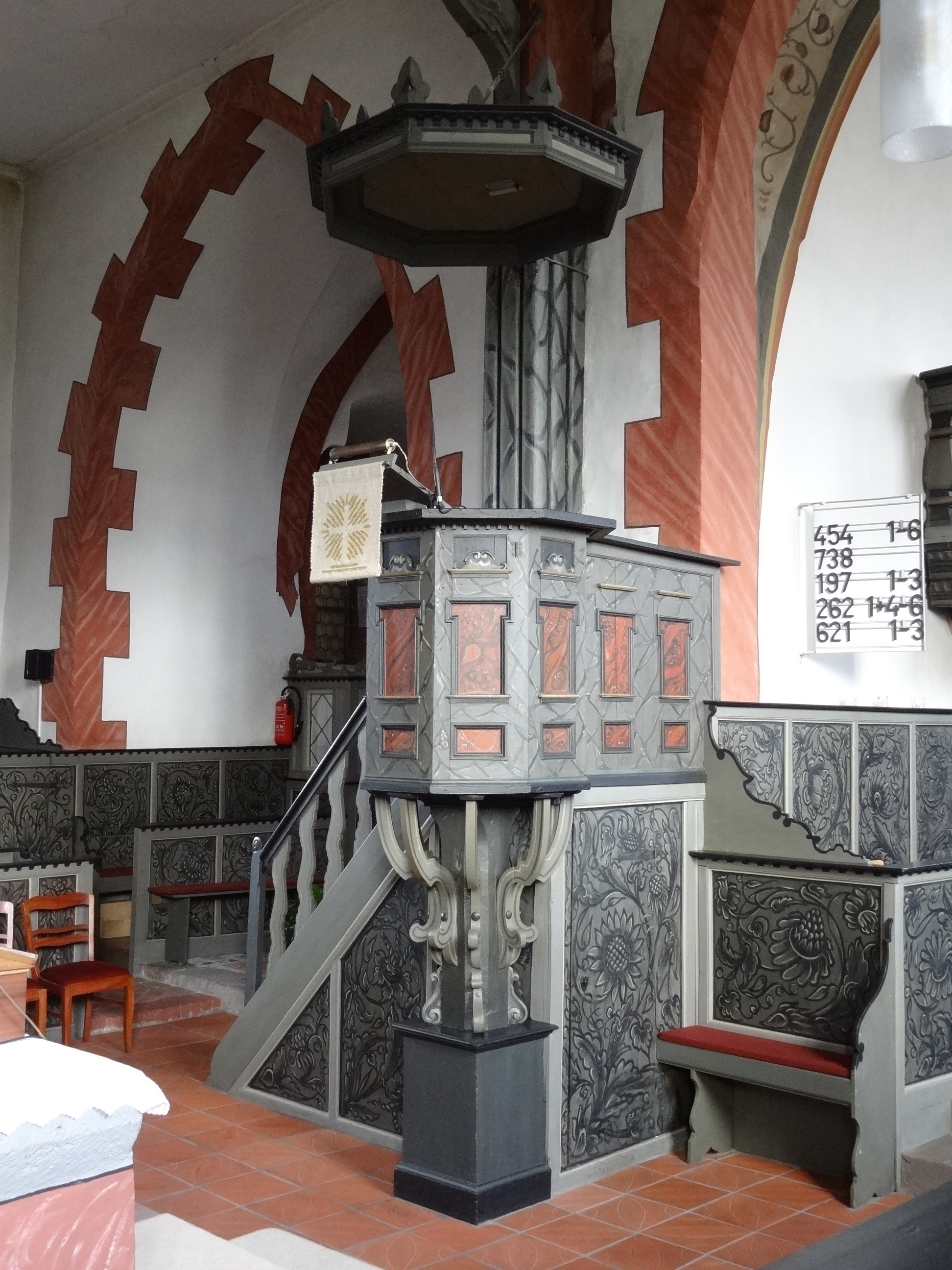
Barocke Kanzel

Ältester Einrichtungsgegenstand ist die gemauerte Steinmensa im nördlichen Altarraum, die in vorreformatorischer Zeit als Hauptaltar diente. Sie wird von einer 28 Zentimeter starken Platte mit Weihekreuzen abgeschlossen und hat eine seitliche Reliquiennische. Drei Nischen in den Wänden des Turmchors sind mit schmiedeeisenbeschlagenen Holztüren verschlossen. Darin wurden früher die Vasa Sacra verwahrt. Die alte Piscina ist nur noch an der Außenwand erkennbar. Im Turmchor ist der alte Steinfußboden erhalten. Er besteht zum großen Teil aus unregelmäßigem, grobem Basaltpflaster, angeblich aus der Römerzeit, was jedoch nicht bestätigt ist. Wahrscheinlich stammt es aus der romanischen Kapelle. Zur Überdeckung des Lüftungsgrabens dienen 29 × 29 Zentimeter große Tonplatten aus dem 16. oder 17. Jahrhundert, die mit einfachen Kreisbögen versehen sind. Im Turmchor ist die Grabplatte von Magister Giselher († 1507) aufgestellt, flankiert von zwei Grabsteinen Grüninger Pfarrer aus dem 17. Jahrhundert, Johannes Bingel († 1671) und Johann Nikolaus Brickel († 1698). Der Pfarrstuhl an der Nordwand, ein kleiner Holzverschlag mit Fenstern und bekrönendem Schnitzwerk, dient als Sakristei.
Das südliche Chorgewölbe ist mit Ranken und Blättern bemalt. Blaue Kreise mit Flammenornamenten markieren die sich kreuzenden Rippen, die in figürlichen Schlusssteinen in Schildform enden. Der eine mit den Initialen „SP“ (Sanctus Paulus) stellt den Apostel Paulus dar, den Namensheiligen von Paul Hutten. Auf dem anderen reicht Maria dem Kind einen Apfel. Die eingravierten Buchstaben „PH“ weisen auf Paul Hutten. Der rautenförmige Fußboden im Südchor ist schachbrettartig schwarz-gelb gefliest. An der Nordwand des Südchors ist eine alte vergitterte Sakramentsnische erhalten. Im Jahr 1660 wurde eine fünfseitig umlaufende hölzerne Empore eingezogen. In den Boden sind zwei Grabplatten eingelassen, davon eine für Caterina, Tochter des Pletsche, Schultes zu Marburg († 1565). Die beiden Triumphbögen zu den Chören sind rot abgesetzt und imitieren Sandstein. Die farbliche Fassung wird in den Fensterlaibungen aufgegriffen und korrespondiert mit dem Maßwerk und den Fußbodenplatten des Kirchenschiffs.
Der Fußboden im Langschiff besteht seit 1985 aus tönernen Platten, die nach dem Muster der verbliebenen Tonplatten im Chorturm mit Kreisbögen gestaltet sind, während im Eingangsbereich Sandsteinplatten unterschiedlicher Größe verwendet werden. Auf dem quaderförmigen Hauptaltar im Kirchenschiff weisen Weihekreuze auf den vorreformatorischen Ursprung des Altars hin. Er ist aufgemauert und schließt mit einer Platte aus Lungstein ab.
Die hölzerne Innenausstattung ist vorwiegend barock (zwischen 1650 und 1680) und noch vollständig erhalten. Sie wird von Rot- und Grüntönen beherrscht. Die hölzerne Kanzel zwischen den beiden Triumphbögen besteht aus dem Kanzelaufgang, dem achteckigen Kanzelkorb mit rot gefassten Feldern und dem schlichten achteckigen Schalldeckel. Im westlichen Teil des Kirchenschiffs ist hufeisenförmig eine Empore eingebaut, die auf Holzpfeilern ruht. Das Kirchengestühl und die Emporen aus der Barockzeit sind mit floralen grünen Rankenornamenten bemalt. Die Inschrift „W.G.Z.S.“ auf einem Aufsatz an der obersten Bank an der Südwand vor dem Chorbogen bedeutet Wilhelm II., Graf zu Solms (1635–1676).
Die flache Holzdecke wurde 1669 so tief eingezogen, dass der größere südliche Triumphbogen geschnitten wird. Einen Längsunterzug in der Decke stützen vier mächtige marmorierte quadratische Bündelpfeiler aus Holz, die auf Steinsockeln ruhen, den Resten der vermutlich spätgotischen Steinsäulen. Von den sechs Stuckmedaillons zeigen die vier äußeren Früchte und Zapfen, die beiden mittleren einen Pelikan, der mit seinem Blut seine Jungen nährt, und einen Phönix, der aus den Flammen aufsteigt.

## Orgel

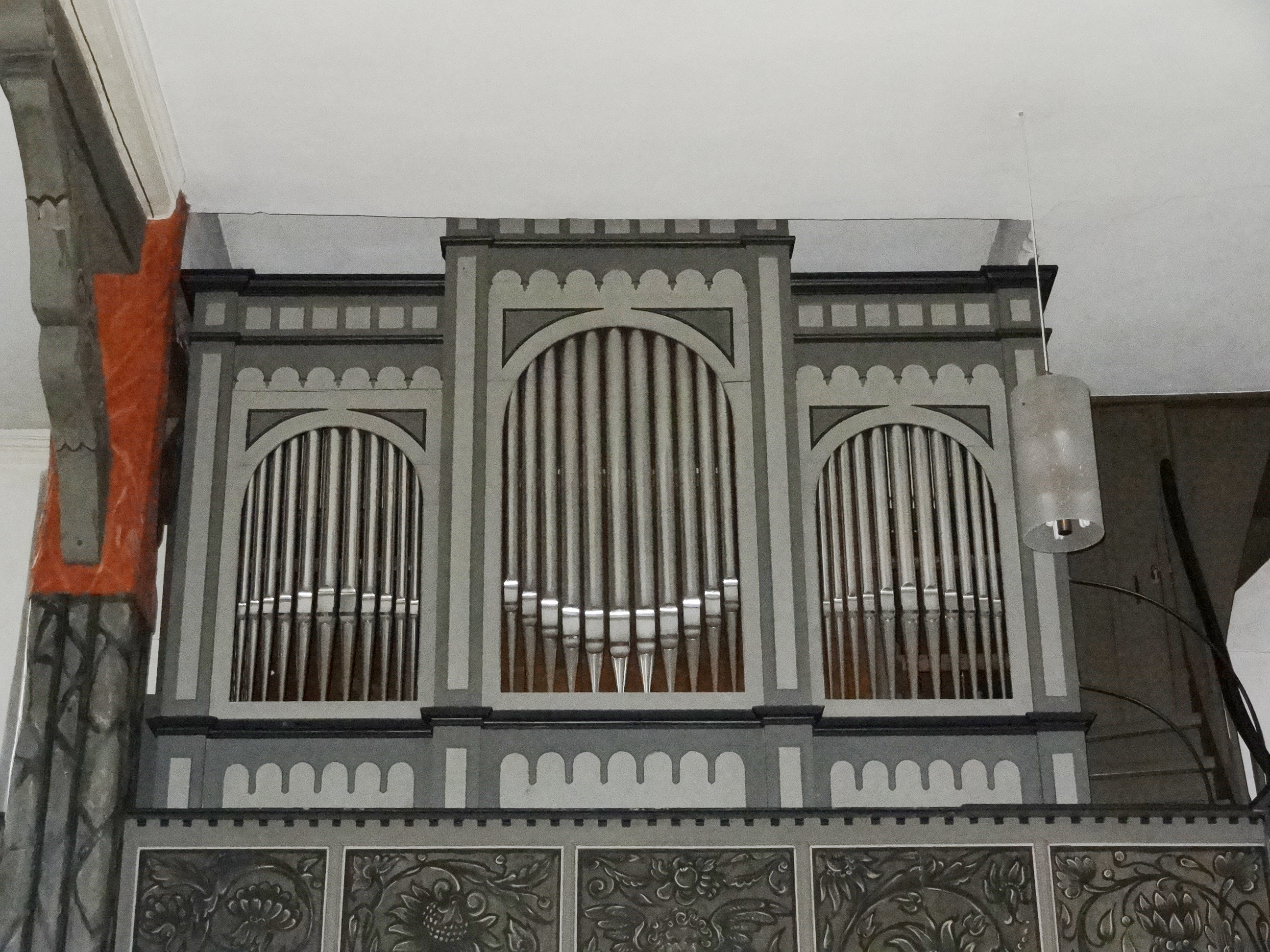
Bernhard-Orgel von 1881

Die Gebrüder Bernhard aus Gambach erbauten 1881 eine neue Orgel, die ursprünglich auf einer Bühne im nördlichen Chorbogen aufgestellt war. 1913 wurde die Orgel auf die Westempore umgesetzt. Über der Orgel wurde eine Aussparung in der zu niedrigen Holzdecke angebracht. Auf dem Dachboden befindet sich die Windanlage mit dem elektrischen Gebläse und den Bälgen. Der schlichte, querrechteckige Prospekt wird durch drei rundbogige Pfeifenfelder geprägt. Das Instrument verfügt über elf Register auf mechanischen Schleifladen. Dies entspricht insgesamt 648 Pfeifen. Im Jahr 1976 überholte die Firma Förster & Nicolaus die Orgel. Die unveränderte Disposition lautet:
| I Manual C–f3 |       |
| Principal     | 8′    |
| Bourdon       | 8′    |
| Flöte dolce   | 8′    |
| Hohlflöte     | 8′    |
| Octave        | 4′    |
| Gemshorn      | 4′    |
| Quinte        | 3′    |
| Spitzflöte    | 2′    |
| Mixtur III    | 2 ⁄3′ |

| Pedal C–d1    |     |
| Subbass       | 16′ |
| Principalbass | 8′  |

- Koppeln: I/P

## Glocken
Die Grüninger Kirche besitzt ein Geläut aus drei Glocken, die nach dem Kirchenbrand im 17. Jahrhundert vor Ort neu gegossen wurden. Eine der Glocken zersprang und wurde im 18. Jahrhundert umgegossen. Die Glocken erklingen im Resurrexi-Motiv.
| Nr. | Gussjahr | Gießer, Gussort                         | Durchmesser (mm) | Schlagton (HT-1/16) | Inschrift | Bild |
| --- | -------- | --------------------------------------- | ---------------- | ------------------- | --- | ---- |
| 1   | 1651     | Antonius Paris aus Schwerte             | 1.220            | d1                  | DESTRVXIT TEMPLVM CAMPANAS QVATVOR IGNE GRONINGAE MARS TRES FVDIT PAX NVMINE NOBIS JOHANNES BINGELIVS PASTOR PATRIAE ANNO DNI MDCLI IOHANNES BECKER PRÆTOR GREIFFENSTEINENSIS IOHANNES ADAMVS CHRIST PRÆTOR LAVBACENSIS IOHANNES LORBACH PRÆTOR KONIGSTEINENSIS M. ANTHONIVS PARIS ME FECIT |      |
| 2   | 1737     | Hans u. Wilhelm Anton Rincker aus Aßlar | 1.120            | e1                  | VNO TRES SOCIAE PARTV SVMVS NATAE MDCLI NIC.SAMES BAL MEDER CONS: SCISSVRA AD VSVM INIDONEAM FACTAM ME PER CAMP[anarum] FVES [ores] H ET ANT RINCKER FVNDI ITERVM CVRARVNT MDCCXXXVII J'HEN CAS RICHTER PASTOR WIL MEDERN PRAEFECTVS SAM LEIDICH I A BECKER CONS [Relief König David]       |      |
| 3   | 1651     | Antonius Paris aus Schwerte             | 1.050            | f1                  | ACCLAMO MONEOQVE LOCVM DATE SACRA DOCENTI NON MIHI SED MAGNO POSCITVR ILLE DEO BALTHASAR KNOPPER ADAMVS EVLER CVRATORES TEMPLI |      |

## Pfarrer
Seit der Reformationszeit sind die Pfarrer lückenlos nachgewiesen:
- 1560– nach 1580: Kaspar Homberg
- vor 1583–1598: Ernst Isheim von Grüningen
- 1599–1646: Christoph Schiller von Butzbach
- 1646–1671: Johannes Bingel von Grüningen
- 1671–1698: Johann Nikolaus Brickel von Grüningen, 1662–1671 Adjunkt
- 1699–1705: Johann Tobias Schwind von Grüningen
- 1706–1712: Johannes Blasius von Stein am Rhein
- 1713–1731: Johann Peter Bingel von Altenkirchen (Sayn)
- 1732–1750: Johann Heinrich Kasimir Richter
- 1750–1789: Johann Heinrich Hensler von Hanau
- 1789–1813: Philipp Heinrich Fay
- 1814–1840: Karl Christian Hofmann von Obbornhofen
- 1841–1876: Christian Deichert von Ulfa (danach bis 1881 Vakanz)
- 1881–1890: Ludwig Walz von Lich (bis 1894 Vakanz)
- 1894–1909: Georg Beckel von Stammheim (danach bis 1916 Vakanz)
- 1916–1929: Gottfried Weber

Zwischen 1929 und 1938 Vertretungen:
- 192900000: Emil Weber, Holzheim
- 193000000: Ködding, Eberstadt
- 193100000: Staubach, Watzenborn
- 193300000: Wilhelm Reusch, Leihgestern
- 193500000: Karl Launhardt, Spezialvikar aus Holzheim
- 1937–1938: Stoll, ausgewiesen, da Mitglied der Bekennenden Kirche
- 193800000: Alwin Eichhorn (Stelleninhaber)

Zwischen 1939 und 1945 Vertretungen aus den Nachbargemeinden, überwiegend Pfarrer Wilhelm Reusch aus Leihgestern
- 1945–1971: Alwin Eichhorn
- 1971–2001: Heinrich Blum
- 200200000: Kornelia Damaschek, Vertretung
- 2002–2012: Helmut Raschke (seit 2008 Altersteilzeit)
- 2012–2014: Angelika Maschke, Verwaltung
- 2015–2018: Uta Wendel (halbe Stelle)
- seit 2020: Jutta Martini (halbe Stelle)